# Eliot Vassamillet
Eliot Vassamillet (Mons, 29 de diciembre de 2000) es un cantante belga quien representó a Bélgica en el Festival de la Canción de Eurovisión 2019 en Tel Aviv, Israel. En 2018, apareció también en la séptima temporada de The Voice Belgique, siendo parte del equipo de Slimane Nebchi.

## Discografía
Sencillos
| Título    | Año  | Máximas posiciones en los charts | Máximas posiciones en los charts |
| Título    | Año  | BEL (FL)                         | BEL (WA)                         |
| --------- | ---- | -------------------------------- | -------------------------------- |
| "Wake Up" | 2019 | 35                               | 27                               |